# Elisabeth Schwarz (Schauspielerin)
Elisabeth Schwarz (* 7. November 1938 in Stuttgart) ist eine deutsche Schauspielerin.

## Leben
Sie verließ das Gymnasium für eine Schauspielausbildung von 1957 bis 1959 an der Otto-Falckenberg-Schule in München. Erste Engagements führten sie an das Schleswig-Holsteinische Landestheater in Schleswig und 1961 bis 1965 an das Staatstheater Kassel. 1964 war sie am Wiener Volkstheater mit Günther Lüders in Frank Wedekinds König Nicolo (Regie: Gustav Manker) zu sehen. 1965 kam sie an das Staatstheater Stuttgart, wo sie bis 1972 zum Ensemble gehörte. Von 1972 an arbeitete sie mit Unterbrechungen am Schauspiel Frankfurt. Im Spieljahr 1973/74 wirkte sie am Staatstheater Darmstadt, ab 1978 trat sie häufig an den Münchner Kammerspielen auf. Von 1978 bis 1985 war sie freischaffend tätig. Seit 1985 gehörte sie 16 Jahre lang zum Ensemble von Jürgen Flimm am Hamburger Thalia Theater.
In ihrer langen Theaterkarriere spielte Elisabeth Schwarz unterschiedlichste Rollen in klassischen und modernen Stücken. Im Film überzeugte sie besonders 1977 an der Seite von Götz George in Aus einem deutschen Leben.
Daneben lieh sie als Synchronsprecherin ihre Stimme u. a. Meryl Streep (Holocaust – Die Geschichte der Familie Weiss) und Geraldine Chaplin (u. a. Das Leben ist ein Roman, Peppermint Frappé und Züchte Raben…).
Seit 2005 ist sie Mitglied der Akademie der Künste Berlin.
Ihre Tochter Therese Hämer ist ebenfalls Schauspielerin.

## Filmografie (Auswahl)
- 1966: Jeanne oder Die Lerche
- 1970: Ach, so eine nette Person
- 1972: Der Held
- 1976: Dorothea Merz
- 1977: Aus einem deutschen Leben
- 1977: Klaras Mutter
- 1979: Sonntagskinder
- 1980: Lemminge (Fernsehzweiteiler, 1 Folge)
- 1993: Der Untergang des goldenen Webstuhls
- 1993: Die Denunziantin
- 1994: Tatort – Singvogel
- 1996: Tatort – Fetischzauber
- 1998: Lupo und der Muezzin
- 1999: Geschichten aus dem Wiener Wald
- 2004: Jedermann
- 2008: Der Baader Meinhof Komplex
- 2010: Die Toten vom Schwarzwald
- 2010: Tatort – Schlafende Hunde
- 2011: Eine halbe Ewigkeit
- 2012: Die Kirche bleibt im Dorf
- seit 2012: Rechtsanwalt Joachim Vernau (Fernsehreihe)
  - 2012: Das Kindermädchen
  - 2014: Die letzte Instanz
  - 2014: Der Mann ohne Schatten
  - 2016: Die 7. Stunde
  - 2019: Totengebet
  - 2021: Requiem für einen Freund
  - 2023: Düstersee
- 2017: Tatort – Borowski und das dunkle Netz
- 2017: Polizeiruf 110 – Nachtdienst
- 2019: Totengebet (Fernsehfilm)

## Hörspiele (Auswahl)
- 1966: Ingmar Bergman: Blutige Erdbeeren (Marianne) – Regie: Rudolf Noelte (Hörspiel – BR/SWF/ORF)
- 1966: Nathalie Sarraute: Die Lüge – Regie: Heinz von Cramer (Hörspiel – SDR/BR/RB)
- 1967: Christa Reinig: Das Aquarium – Regie: Raoul Wolfgang Schnell
- 1979: Peter Dahl: Junge Frau von 1944 (Titelrolle, Monolog) – Regie: Andreas Weber-Schäfer (Hörspiel – SBR)
- 1982: Anne Habeck-Adameck: Ein Augenblick ist mein gewesen (Olga N. Kipper) – Regie: Ferry Bauer (Original-Hörspiel – ORF Oberösterreich)
- 2013: Hans Zimmer: Tauben fliegen nur nach Hause – Regie: Christine Nagel (Kinderhörspiel – DKultur)

## Hörbücher (Auswahl)
- 2007: Marlen Haushofer: Die Wand – (Hörbuch Hamburg, gekürzte Lesung)
- 2012: Natascha Kampusch: 3096 Tage – (Hörbuch Hamburg)
- 2020: Yasmina Reza: Anne-Marie die Schönheit (Hörbuch Hamburg, ISBN 978-3-8449-2285-1)

## Auszeichnungen
- 1993: Verdienstkreuz 1. Klasse des Verdienstordens der Bundesrepublik Deutschland
- 1998: Rita-Tanck-Glaser-Schauspielpreis der Hamburgischen Kulturstiftung